# Campeonato Asiático de Atletismo de 2011 - 1500 m masculino
A prova dos 1500 metros masculino do Campeonato Asiático de Atletismo de 2011 foi disputada no dia 8 de julho de 2011 no Kobe Universiade Memorial Stadium em Kobe,  no Japão.

## Recordes
Antes desta competição, os recordes mundiais e do campeonato nesta prova eram os seguintes:
|                       | Nome               | Nacionalidade | Tempo     | Local  | Data                |
| --------------------- | ------------------ | ------------- | --------- | ------ | ------------------- |
| Recorde mundial       | Hicham El Guerrouj | Marrocos      | 3m 26s 00 | Roma   | 14 de julho de 1998 |
| Recorde do campeonato | Kim Soon-Hyung     | Coreia do Sul | 3m 38s 60 | Manila | 1993                |
| Recorde asiático      | Rashid Ramzi       | Bahrein       | 3m 29s 14 | Roma   | 14 de julho de 2006 |

## Medalhistas
| Ouro                    | Prata               | Bronze                  |
| Mohammad Al-Azemi (KUW) | Sajjad Moradi (IRN) | Chaminda Wijekoon (LKA) |

## Cronograma
Todos os horários são locais (UTC+9).
| Data       | Hora  | Evento |
| ---------- | ----- | ------ |
| 8 de julho | 17:20 | Final  |

## Final
A final da prova ocorreu dia 8 de julho às 17:20.
| Posição           | Atleta             | Nacionalidade | Tempo   | Notas |
| ----------------- | ------------------ | ------------- | ------- | ----- |
| Medalha de ouro   | Mohammad Al-Azemi  | Kuwait        | 3:42.49 |       |
| Medalha de prata  | Sajjad Moradi      | Irão          | 3:43.30 |       |
| Medalha de bronze | Chaminda Wijekoon  | Sri Lanka     | 3:44.01 |       |
| 4                 | Yūya Konishi       | Japão         | 3:46.24 |       |
| 5                 | Belal Mansoor Ali  | Bahrein       | 3:47.26 |       |
| 6                 | Sang Min Sin       | Coreia do Sul | 3:47.26 |       |
| 7                 | Ridwan Ridwan      | Indonésia     | 3:47.52 |       |
| 8                 | Moslem Niadoost    | Irão          | 3:50.79 |       |
| 9                 | Pranjal Gogoi      | Índia         | 3:51.53 |       |
| 10                | Hiroshi Ino        | Japão         | 3:52.49 |       |
| 11                | Hari Kumar Rimal   | Nepal         | 3:53.55 |       |
| 12                | Omar Al-Rasheedi   | Kuwait        | 3:57.42 |       |
| 13                | Dorjpalam Batabyar | Mongólia      | 3:58.58 |       |
| 14                | Mamoun Bali        | Palestina     | 4:16.21 |       |
| 15                | Shifaz Mohamed     | Maldivas      | 4:17.91 |       |

Legenda
| Recorde mundial       | Recorde mundial (World record)               |                       | Recorde africano                      | Recorde africano (African) |                                           | Q | Classificado por posição (Qualified) |
| Recorde do campeonato | Recorde do campeonato (Championship record)  | Recorde da América    | Recorde da América (Americas)         | q                          | Classificado por melhor tempo (Qualified) |   |                                      |
| Melhor marca do ano   | Melhor marca do ano (World leading)          | Recorde asiático      | Recorde asiático (Asian)              | DNS                        | Não largou (Did not start)                |   |                                      |
| Recorde nacional      | Recorde nacional (National record)           | Recorde europeu       | Recorde europeu (European)            | DNF                        | Não terminou (Did not finish)             |   |                                      |
| Recorde pessoal       | Recorde pessoal do atleta (Personal best)    | Recorde da Oceania    | Recorde da Oceania (Oceania)          | DSQ / DQ                   | Desclassificado (Disqualified)            |   |                                      |
| Recorde da temporada  | Recorde da temporada do atleta (Season best) | Recorde sul-americano | Recorde sul-americano (South America) | NM                         | Sem marca (No mark)                       |   |                                      |